# مارکو مورو
مارکو مورو (انگلیسی: Marco Moro؛ زادهٔ ۲۷ آوریل ۱۹۸۴) بازیکن فوتبال اهل ایتالیا است.
از باشگاه‌هایی که در آن بازی کرده‌است می‌توان به باشگاه فوتبال اسپتزیا، باشگاه فوتبال آسکولی، باشگاه فوتبال تورینو، باشگاه فوتبال مسینا، باشگاه فوتبال ونتزیا، و باشگاه فوتبال اسپال اشاره کرد.